# Saint-Pierre-sur-Vence
Saint-Pierre-sur-Vence é uma comuna francesa na região administrativa de Grande Leste, no departamento das Ardenas. Estende-se por uma área de 4,63 km². Em 2010 a comuna tinha 133 habitantes (densidade: 28,7 hab./km²).